# Wólka Jagielczyńska
Wólka Jagielczyńska est une localité polonaise de la gmina de Czerniewice, située dans le powiat de Tomaszów Mazowiecki en voïvodie de Łódź.